# Mixophyes hihihorlo
Mixophyes hihihorlo là một loài ếch thuộc họ Myobatrachidae.
Đây là loài đặc hữu của Papua New Guinea.
Môi trường sống tự nhiên của chúng là vùng núi ẩm nhiệt đới hoặc cận nhiệt đới.